# Hans Rudolf Fries
Hans Rudolf (Ruedi) Fries (* 7. April 1955 in Alberswil, Kanton Luzern, Schweiz) ist ein Tierzuchtwissenschaftler. Er war zuletzt Professor für Tierzucht am Wissenschaftszentrum Weihenstephan der Technischen Universität München und trat im April 2021 in den Ruhestand.

## Leben und Wirken
Fries wuchs auf einem kleinen Bauernhof mit Tierzucht und Spezialkulturen im Kanton Luzern (Schweiz) auf und studierte ab 1974 Agrarwissenschaften an der Eidgenössischen Technischen Hochschule Zürich (ETH). 1978 legte er die Diplomprüfung zum „Dipl. Ing.-Agr. ETH“ ab und promovierte hier 1982 bei Prof. Gerald Stranzinger mit einem Thema zur Zytogenetik der Nutztiere zum Dr. sc. techn. Es folgten ein einjähriger Studienaufenthalt als Postdoktorand am U.S. Meat Animal Research Center in Nebraska, USA, und zwei weitere Jahre an der Yale University, Connecticut, USA, in der Arbeitsgruppe von Frank Ruddle, einem Pionier der Genkartierung und der Genomik. Fries kehrte an die ETH zurück und habilitierte sich hier 1993 im Fach Züchtungsbiologie. 1995 erfolgte seine Berufung auf die C4-Professor des Lehrstuhls für Tierzucht mit dem Versuchsgut Thalhausen in Nachfolge von Franz Pirchner am Standort Weihenstephan der TU München.
Fries befasste sich In den 26 Jahren seines dortigen Wirkens mit einigen neuen Themen:
- In den 1990er Jahren nach der Entdeckung der Mikrosatelliten Erstellung der ersten Genomkarten beim Rind als Grundlage für erfolgreiche QTL-Studien; Arbeiten zur E. coli-Resistenz beim Saugferkel (FUT1-Gen); Kartierung von DGAT1 als ein Hauptgen im Fettstoffwechsel beim Rind.
- Nutzung der Sequenzierung von Tieren und SNP-Markern zum Nachweis monogen bedingter Merkmale und Aufklärung von Erbdefekten wie z. B. die männliche Subfertilität des Rindes als wertvolle Selektionshilfe der Zuchtpraxis.

- Aufbau eines Sequenzierlabors mit modernsten bioinformatischen Auswertungsregeln als Grundlage für das „1000 Bullen Projekt“. Daraus resultierten Einblicke in die genomische Architektur und in die Illustration der Variation von Nutztierpopulationen.

## Veröffentlichungen
- Natürliche und induzierte Markerchromosomen beim Schwein und ihre Verwendung für die Genkartierung. Diss. Zürich ETH, 1982, 92 S.
- A deletion in the bovine myostatin gene causes the double-muscled phenotype in cattle. Mit 12 Autoren. In: Nature genetics volume, 17. Sept. 1997, S. 71–74; Zitierungen 1883 (5. Mai 2022).
- A genetic linkage map for cattle. Mit 9 Autoren. In: Genetics, Bd. 136, 1994, S. 619–639: Zitierungen: 1280 (5. Mai 2022).
- A genetic linkage map of the bovine genome. Mit 21 Autoren. In: Nature genetics. Bd. 6, Ausg. 3, S. 227–235: Zitierungen: 723 (5. Mai 2022)
- Whole-genome sequencing of 234 bulls facilitates mapping of monogenic and complex traits in cattle. Mit 29 Autoren, In: Nature genetics, Bd. 46, Ausg. 8, S. 858–865; Zitierungen: 689;
- The genetics of cattle. Wallingford 1999, 710 S. engl.
- Neue Wege der Tierzucht für eine nachhaltige Nutztierhaltung. Mit B. Polten, H. Niemann, Hermann H. Swalve, Johanne Waßmuth, Otto-Werner Marquardt und Karl Schellander, 2021, 67 S.

## Ehrenämter und Mitgliedschaften
- Mitgliedschaft in der Human Genome Organisation (HUGO)
- 1996 bis 2002 im Ausschuss für die Vergabe von Humboldt-Forschungsstipendien
- 1996 bis 2002 Vorsitzender einer Beratergruppe für die FAO (Food and Agricultural Organisation der Vereinten Nationen), die von der Internationalen Gesellschaft für Tiergenetik (ISAG – International Society for Animal Genetics) gegründet wurde und sich für die weltweite Erhaltung der genetischen Diversität einsetzte,
- Mitarbeit im Steering Committee des „1000 Bullen Genom Projektes“, das über eine weltweite Datenbank Sequenzinformationen nahezu aller Rinderrassen bereitstellt,
- Mitglied im Fachbeirat der Deutschen Gesellschaft für Züchtungskunde (DGfZ)
- Inspirator, Initiator und Koordinator einiger wegweisender Verbundprojekte
  - Initiale Rinder- und Schweinegenomprojekte zur QTL-Kartierung
  - Europäisches Projekt BovMap
  - Weiterführende FUGATOplus-Projekte MeGa_M, GenoTrack und HeDiPig
  - Kompetenzwerk Synbreed
  - Kürzlich abgeschlossenes Projekt FORTiGe zur Genomeditierung

## Ehrungen
- 1982 Silbermedaille der ETH Zürich für eine ausgezeichnete Doktorarbeit.
- 1993 Hans-Vontobel-Preis der ETH Zürich für eine hervorragende Habilitationsschrift.
- Auszeichnung für das DFG-Projekt QTL- und Kandidatengenanalyse des Energie- und Lipidstoffwechsels beim Schwein als  bestes Forschungsprojekt im Bereich Tierzucht.
- 2020 Hermann-von-Nathusius-Medaille (HvNM) der DGfZ, verliehen am 6. Oktober 2021 in Berlin.[2]
- 11. Juli 2023 BAYERISCHER LÖWE des Bayerischen Staatsministeriums für Ernährung, Landwirtschaft und Forsten in Anerkennung seiner großen Verdienste um die Landwirtschaft in Bayern, insbesondere um die Tierzucht.

## Würdigung durch G. Thaller anlässlich der Verleihung der HvNM
Fries ist ein hoch anerkannter Tierzuchtwissenschaftler, dessen Forschungen auf dem Gebiet der Molekulargenetik und der Genomik der Nutztierwissenschaften immer neue Wege wiesen. Er setzte auf diesem Gebiet in Deutschland neue Maßstäbe, verlor trotz seiner Grundlagenforschung niemals den Blick auf die landwirtschaftliche Praxis und schlug dazu nützliche Selektionsverfahren vor. Er veröffentlichte über 400 wiss. Publikationen oder hielt darüber Vorträge. Darunter waren mehr als 200 Originalarbeiten in angesehenen wissenschaftlichen Journalen, aus denen er 17364-mal (h-Index 63, Stand 15. Juni 2023) zitiert wurde. Als Hochschullehrer und bei der Betreuung von Doktoranden und Habilitanden war ihm die Vermittlung kritischen Denkens besonders wichtig. Er hat den Umbau seiner Fakultät zum neuen Wissenschaftszentrum in Weihenstephan für Ernährung, Landnutzung und Umwelt mitgestaltet.